# Jean Guéguen
Pour les articles homonymes, voir Guéguen.
Jean Guéguen (né le 1er avril 1924 dans le 14e arrondissement de Paris et mort le 9 mai 1998 à Saint-Jean-d'Aulps) est un coureur cycliste français. Professionnel d'octobre 1946 à 1956, après avoir été champion de France amateur en 1945, il a notamment remporté la classique Paris-Bruxelles en 1951,.

## Palmarès

### Palmarès amateur
- 1943
  - Paris-Briare
- 1944
  - Paris-Montereau-Paris[3]
- 1945
  -  Champion de France sur route amateurs
  - Tour du lac Léman amateurs
  - Grand Prix de l'APSAP[3]
  - Circuit de Boulogne[3]
- 1946
  - 2e étape du Tour d'Émilie amateurs[3]
  - Paris-Caen[3]
  - 2e de Paris-Croisy

### Palmarès professionnel
- 1947
  - 2e étape du Circuit du Maine-Libre[3]
- 1948
  - 8e (contre-la-montre), 14e (contre-la-montre) et 15e étapes du Tour du Portugal
- 1949
  - 5eb étape du Critérium du Dauphiné libéré
  - 16e et 22e étapes du Tour du Portugal
- 1951
  - Paris-Bruxelles
  - Tour de Haute-Savoie
  - 2e étape de Paris-Saint-Étienne
  - 2e de Paris-Montceau-les-Mines
  - 2e de Paris-Saint-Étienne
  - 5e de Paris-Roubaix
- 1952
  - 5e étape du Tour d'Algérie
  - Paris-Clermont-Ferrand
  - 9e étape du Tour de l'Ouest
  - 3e de Bordeaux-Paris
- 1953
  - Paris-Camembert
  - Paris-Montceau-les-Mines
- 1954
  - Circuit du Morbihan
  - 3e de Paris-Camembert

## Résultats au Tour de France
2 participations 
- 1951 : 61e
- 1953 : abandon (12e étape)